# Loxoconcha suteri
Loxoconcha suteri is een mosselkreeftjessoort uit de familie van de Loxoconchidae. De wetenschappelijke naam van de soort is voor het eerst geldig gepubliceerd in 1982 door Hartmann.